# Severská chůze

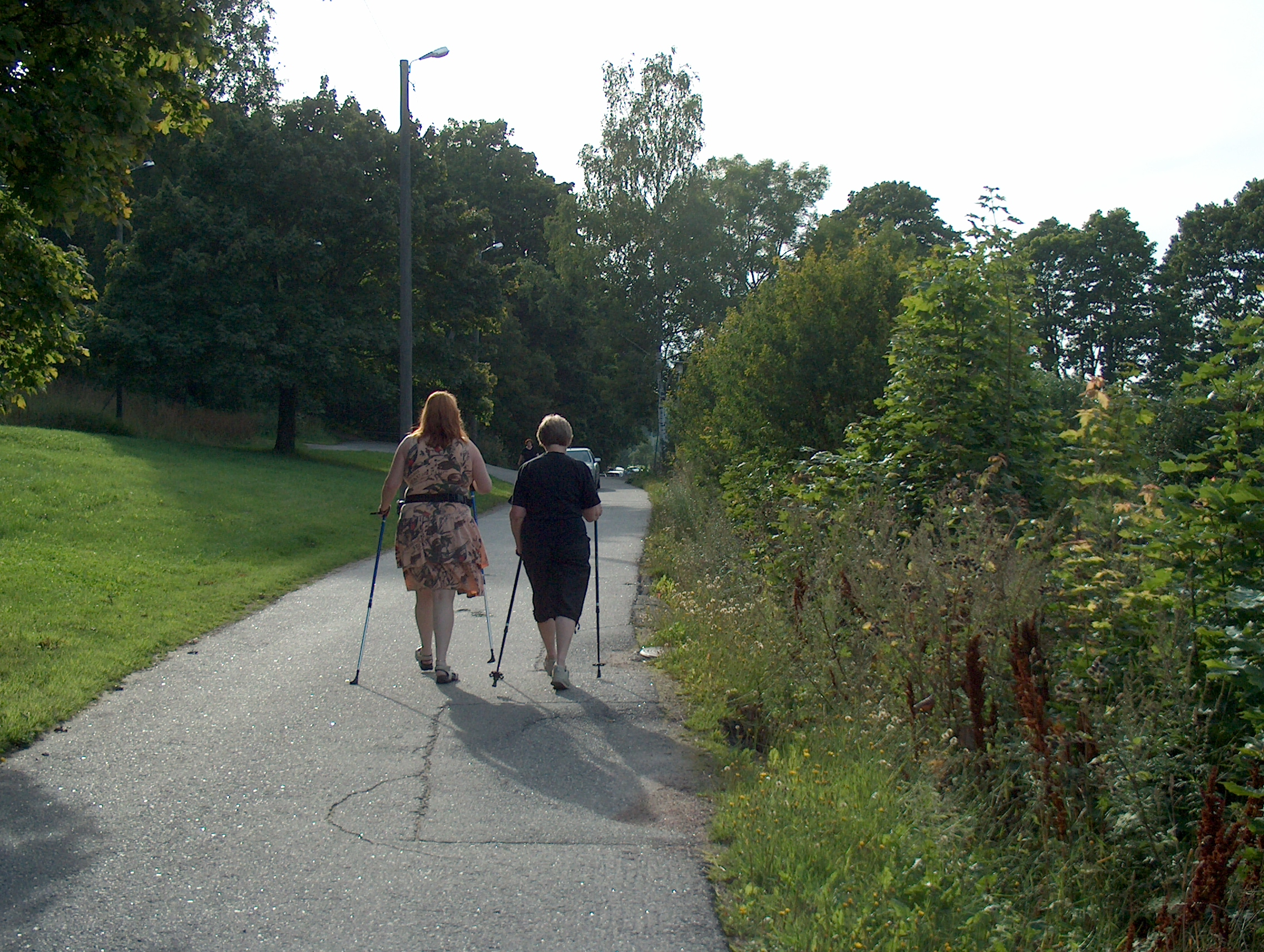
Severská chůze ve Finsku

Severská chůze (finsky sauvakävely, doslovně přeloženo chůze o holích; anglicky Nordic walking) je dynamická chůze se speciálními sportovními holemi. Vyvinula se z lyžařského běhu a její kolébkou je Finsko.

## Historie a rozšíření
Ve Finsku se severská chůze rychle vyvinula v lidový sport, jenž se dál rozšířil po celé Skandinávii a napříč věkovými kategoriemi i po střední a jižní Evropě. I v německy mluvících zemích získává tento sport stále větší popularitu. Ze severské chůze se postupem let vyvinula celá řada dalších sportů jako Nordic Blading, Nordic Snowshoeing, Nordic Cruising, Nordic Running, Nordic Winter Walking a další.

## Technika a vybavení
Severská chůze je příjemný druh pohybu, který může vykonávat každý - výkonnostní sportovec i začátečník, mladý člověk i lidé v pokročilém věku. Je možné ji provozovat celý rok, kdekoliv a ve všech věkových a výkonnostních skupinách, protože její úroveň lze lehce přizpůsobit zdatnosti každého. Potřeba jsou jen hole, optimální obuv a ošacení pro delší, intenzivní chůzi. Z klasické chůze se tak stává bez zvláštních nároků na vybavení vysoce účinný trénink celého těla. Posílí se paže, zvětší se rotace ramen proti pánvi, zlepší se koordinace pohybu, zvětší se kloubní rozsahy kyčlí a ramen, což představuje profylaxi kloubních artróz. Hlubší ventilace také posílí bránici, jejíž pohyb rozpružuje bederní obratle a napomáhá elasticitě plotének.
Vrcholoví běžci na lyžích a biatlonisté využívají severskou chůzi k letnímu tréninku. Její technika se totiž blíží technice klasického běhu na lyžích. Tepová frekvence se při severské chůzi nachází v oblasti, ve které se lze dlouhé hodiny cítit dobře, a přesto je spotřeba energie velmi vysoká, stoupá až k 85 % MTF. 

## Sport
Českým mistrem Evropy v severské chůzi je Janek Vajčner.